# Soundtrack van Burnout Revenge
Dit artikel beschrijft de soundtrack van Burnout Revenge.

## Nummers
| Lied                                                     | Band                     | Album                               | Komt ook in Legends voor? |
| -------------------------------------------------------- | ------------------------ | ----------------------------------- | ------------------------- |
| Almost Here                                              | The Academy Is...        | Almost Here                         | Ja                        |
| Top of the World                                         | The All-American Rejects | Move Along                          | Nee                       |
| Come On                                                  | Andy Hunter              | Life                                | Nee                       |
| Bundy                                                    | Animal Alpha             | Pheromones                          | Ja                        |
| Life Burns!                                              | Apocalyptica             | Apocalyptica                        | Nee                       |
| Flyover                                                  | Asian Dub Foundation     | Tank                                | Nee                       |
| Beast and the Harlot                                     | Avenged Sevenfold        | City of Evil                        | Nee                       |
| Red Flag (Demo Version)                                  | Billy Talent             | Billy Talent II                     | Ja                        |
| Fear and Loathing                                        | The Black Velvets        | The Black Velvets                   | Ja                        |
| Helicopter                                               | Bloc Party               | Silent Alarm                        | Nee                       |
| An Honest Mistake (Superdiscount Remix)                  | The Bravery              |                                     | Nee                       |
| Break On Through (To the Other Side)                     | The Doors                | The Doors                           | Nee                       |
| Hand of Blood                                            | Bullet for My Valentine  | Hand of Blood                       | Nee                       |
| The Big Jump                                             | The Chemical Brothers    | Push the Button                     | Nee                       |
| As the Tables Turn                                       | CKY                      | An Answer Can Be Found              | Ja                        |
| Wake the Dead                                            | Comeback Kid             | Wake the Dead                       | Ja                        |
| Riot Radio                                               | The Dead 60s             | The Dead 60s                        | Ja                        |
| Tuned to a Different Station                             | Dogs                     | Turn Against This Land              | Ja                        |
| The Hey Man!                                             | Emanuel                  | Soundtrack to a Headrush            | Ja                        |
| Dance, Dance                                             | Fall Out Boy             | From Under the Cork Tree            | Ja                        |
| Ink                                                      | Finch                    | Say Hello to Sunshine               | Ja                        |
| All the Rage                                             | Funeral for a Friend     | Hours                               | Nee                       |
| I Want                                                   | Goldfinger               | Disconnection Notice                | Ja                        |
| Better World (Adam Freeland Remix)                       | Infusion                 | Six Feet Above Yesterday            | Nee                       |
| Today                                                    | Junkie XL                | Today                               | Ja                        |
| Daft Punk Is Playing at My House (Soulwax Shibuya Remix) | LCD Soundsystem          |                                     | Nee                       |
| Apply Some Pressure                                      | Maxïmo Park              | A Certain Trigger                   | Nee                       |
| Straight to Video (KMFDM Remix)                          | Mindless Self Indulgence | Straight to Video: The Remixes      | Ja                        |
| Nü Rock                                                  | Morningwood              | Morningwood                         | Ja                        |
| Heard That Sound                                         | MxPx                     | Panic                               | Ja                        |
| Shot Down                                                | Nine Black Alps          | Everything Is                       | Ja                        |
| Do What You Want                                         | OK Go                    | Oh no                               | Ja                        |
| Shotgun                                                  | The Outline              | You Smash It, We'll Build Around It | Ja                        |
| Stand Up                                                 | Pennywise                | The Fuse                            | Ja                        |
| The World                                                | The Starting Line        | Based on a True Story               | Nee                       |
| Lullaby                                                  | Thrice                   | Vheissu                             | Nee                       |
| First Day (General Midi Remix)                           | Timo Maas                | Pictures                            | Nee                       |
| Band-Girls-Money                                         | Tsar                     | Band-Girls-Money                    | Ja                        |
| F.I.G.H.T.                                               | Unwritten Law            | Here's to the Mourning              | Ja                        |
| The Great Escape                                         | We Are Scientists        | With Love and Squalor               | Ja                        |
| Lights and Sounds (Demo Version)                         | Yellowcard               | Lights and Sounds                   | Ja                        |